# عفونة
العفونة (بالإنجليزية: Mildew)‏ و هو عبارة عن مصطلح يشير إلى نمو فطري لمجموعة محددة من الفطور. حيث تستطيع هذه الفطريات النمو على أي مواد عضوية مثل الملابس و الجلد و الأوراق و السقف و الأرض في المنازل التي تعاني من مشاكل في الرطوبة. تظهر العفونة غالباً على جدران الحمامات و أماكن ذات رطوبة عالية. عدة أنواع من الفطريات تساهم في العفونة. في الأماكن الغير مهوات جيداً مثل القبو في الشقق السكنية فإن هذه الفطريات تنتج رائحة عفونة واخذة.

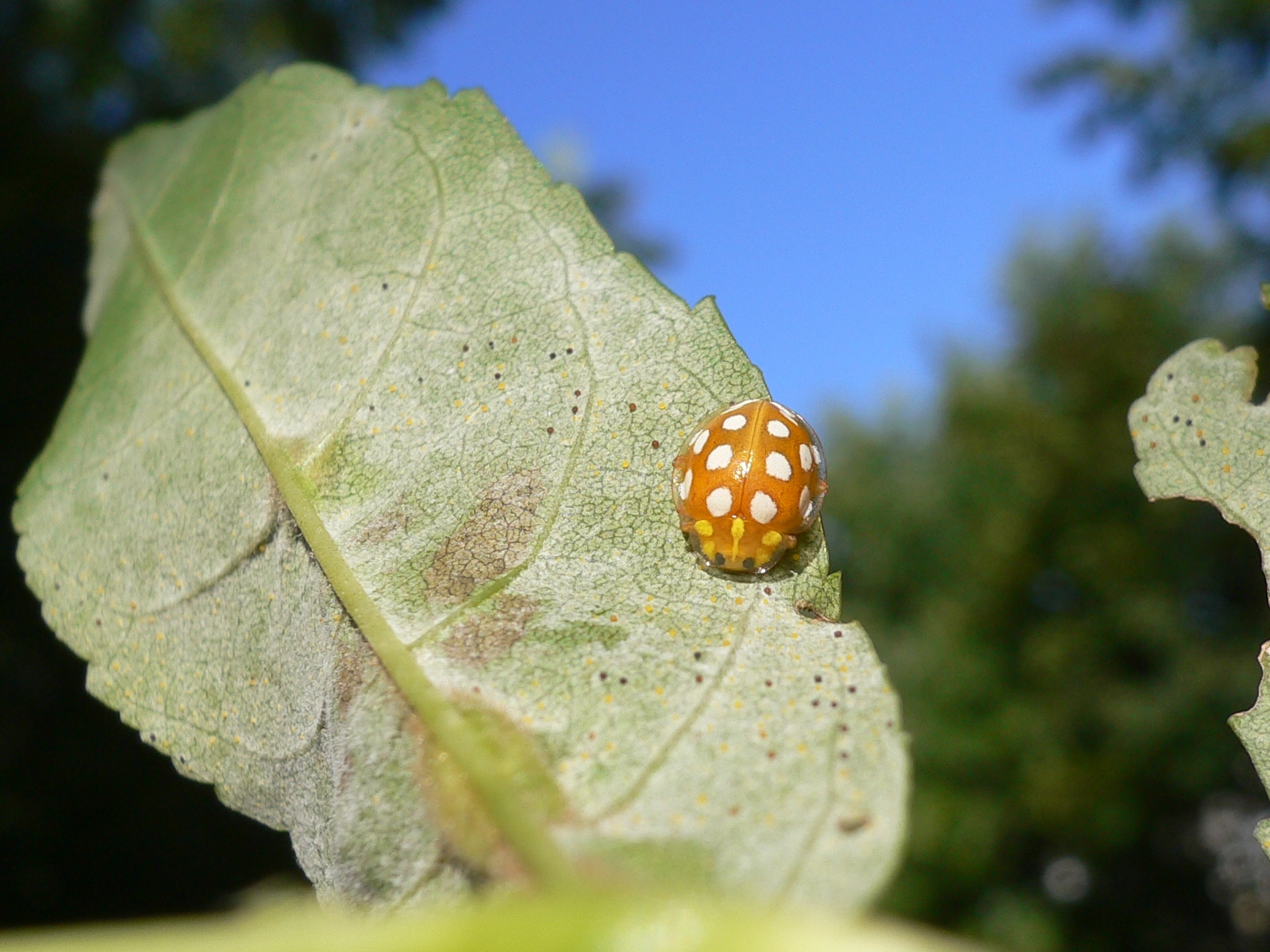
العفونة البودرية على ورقة

تختلف هذه العفونة مع ما يتعارف عليه المزارعون و الذي يجب أن يطلق عليه العفونة البودرية. و الذي تسببه مجموعة أخرى من الفطريات التي تنمو على مجموعة ضيقة من النباتات. كما أن هنالك مصطلح آخر وهو العفونة الناعمة الني يتسبب بمجموعة من المتعضيات يطلق عليها شبيه الفطريات من عائلة أومايكوتا. و هي من المشاكل الهامة التي تصيب البطاطا و العنب.